# 892

## Decese
- Orso de Benevento, principe longobard de Benevento (890-891), (n. ?)